# Pierolapithecus catalaunicus
Pierolapithecus catalaunicus je druh vyhynulých hominidů, žijících ve středním miocénu (před 11,9 miliony let) na území dnešního Španělska. Dosud je znám pouze jediný druh - Pierolapithecus catalaunicus. Rodové i druhové jméno je odvozeno z místa nálezu v blízkosti obce Els Hostalets de Pierola v Katalánsku. Stáří ostatků bylo původně určeno pomocí biostratigrafie na 12,5 - 13 milionů let, ovšem další studie je upřesnily na 11,9 milionů let.

## Popis
Dochované ostatky rodu Pierolapithecus zatím reprezentuje pouze jeden nález, zachycený koncem roku 2002 na lokalitě Barranc de Can Vila 1. Je ovšem unikátní velmi dobře dochovanou kostrou, čítající celkem 83 kostí a jejich zlomků. Jedná se o první hominoidní kostru středního miocénu, ze které jsou známy zároveň zuby, lebka i postkraniální skelet. Nález tudíž představuje důležitý srovnávací materiál, bohužel pro mnoho dalších miocenních hominoidů velké části kostry chybí.
Nalezený jedinec, podle velikosti špičáků samec, dostal přezdívku „Pau“. To je katalánská verze jména Pavel, která zároveň znamená „mír“. Pojmenování tak odkazuje na velké demonstrace proti válce v Iráku, které se na jaře roku 2003 ve Španělsku odehrávaly.
Podle přírodovědných analýz lokality Barranc de Can Vila 1 obýval Pierolapithecus hustý tropický les, který se v této oblasti ve středním miocénu rozkládal, zatímco na zbytku Pyrenejského poloostrova panovalo větší sucho.
Pierolapithecus mohl dosahovat váhy asi 35  kg a výšky 100 - 120  cm. Měl již některé znaky, typické pro moderní hominidy. Patří mezi ně široký a plochý hrudník v předozadním směru, tuhá bedra, pohyblivější klouby (zejména zápěstí) i lopatky, položené až na zádech. Zároveň si ale uchovával některé znaky primitivnější, především měl ve srovnání s moderními lidoopy příliš krátké články prstů. Pierolapithecus byl tedy stromovým tvorem, který již oproti starším kvadrupedním hominoidům dokázal ve větvích obratně lézt v částečně vzpřímeném postoji. Nemohl však ještě využívat závěsu na pažích a brachiace, protože by se nedokázal dostatečně pevně chytit. To mimo jiné znamená, že lezení a brachiace, dvě základní charakteristiky pohybu současných hominoidů, se patrně vyvinuly nezávisle na sobě a nikoliv najednou, jak se dříve předpokládalo. Tím pádem se musel pohyb v závěsu objevit opakovaně, zcela samostatně u gibonů, ponginů i homininů. Nalezené články prstů navíc ukazují, že Pierolapithecus se nemohl na předních končetinách opírat o kotníky prstů jako například gorila, ale musel využívat celé plosky chodidel, stejně jako kvadrupední primáti.
Zuby rodu Pierolapithecus byly opatřeny silnou vrstvu skloviny. To mu umožnilo konzumovat i tužší potravu, náročnější na zpracování.
I přes dobré dochování celé kostry není k dispozici mozkovna, a tak nelze studovat velikost ani utváření mozku.

## Fylogeneze
Všeobecně se přijímá, že Pierolapithecus se vyvinul až po odštěpení linie, vedoucí k moderním gibonům. Je tedy jedním z nejstarších známých hominidů, jeho původ ale zatím nelze sledovat. Může být potomkem hominoidů, kteří přišli do Evropy z Afriky asi před 17 - 18 miliony let přes východní Středomoří, ale stejně tak mohl přijít ze severní Afriky přes dočasně uzavřený Gibraltarský průliv. Nejblíže má podle morfologie zubů k rodu Dryopithecus.

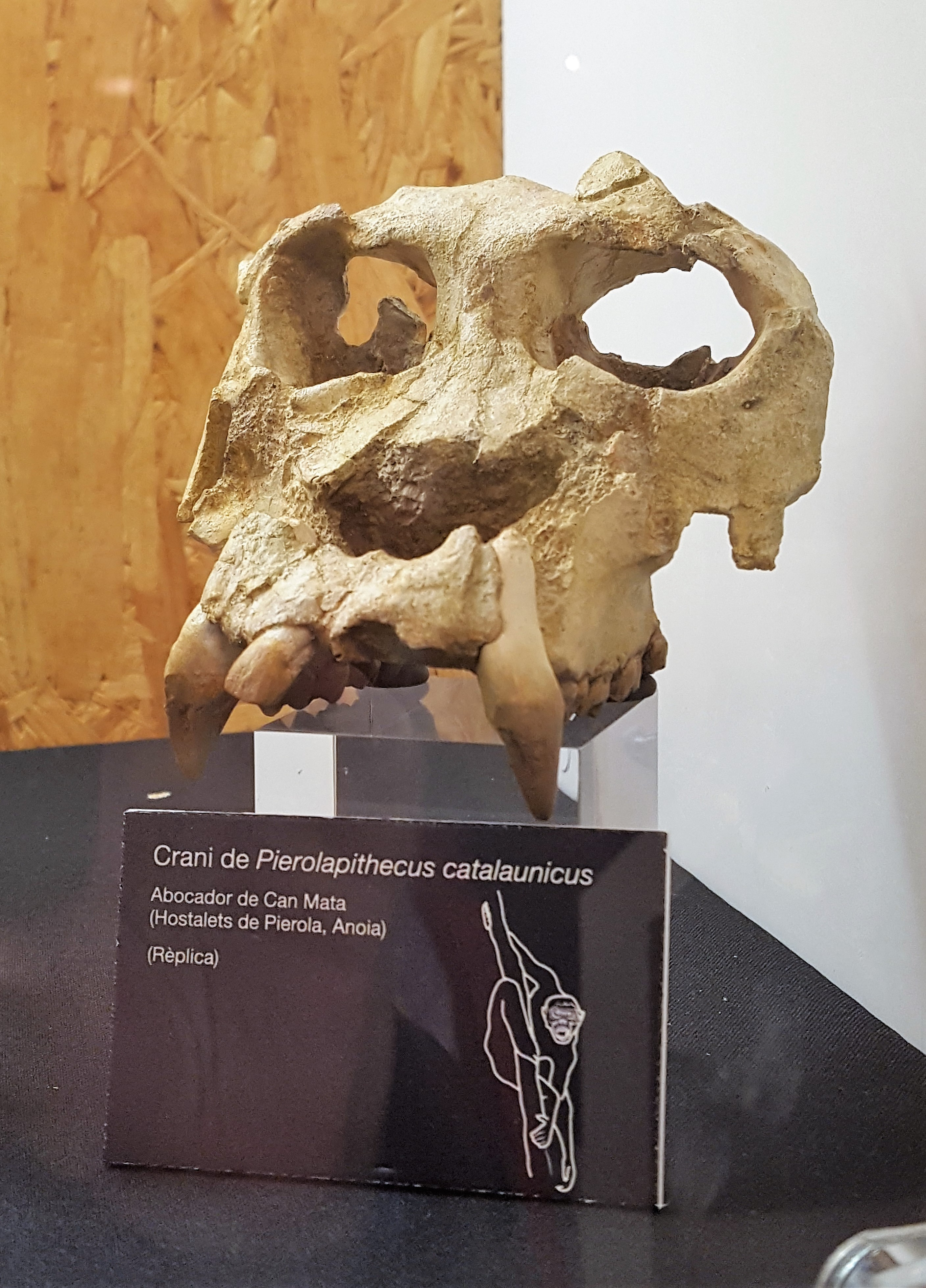
Tvář Peirolapithecus catalaunicus

Předpokládá se, že by Pierolapithecus mohl být posledním společným předkem všech moderních hominidů, tedy orangutanů, goril, šimpanzů i člověka a nebo mu byl vývojově velmi blízko. Význam rodu Pierolapithecus spočívá především v tom, že se (s výjimkou kontroverzního rodu Morotopithecus) jedná o prvního hominoida, u nějž byly zachyceny adaptace k lezení po stromech, typické pro moderní lidoopy.